# Mistrovství světa ve sportovní gymnastice 2010

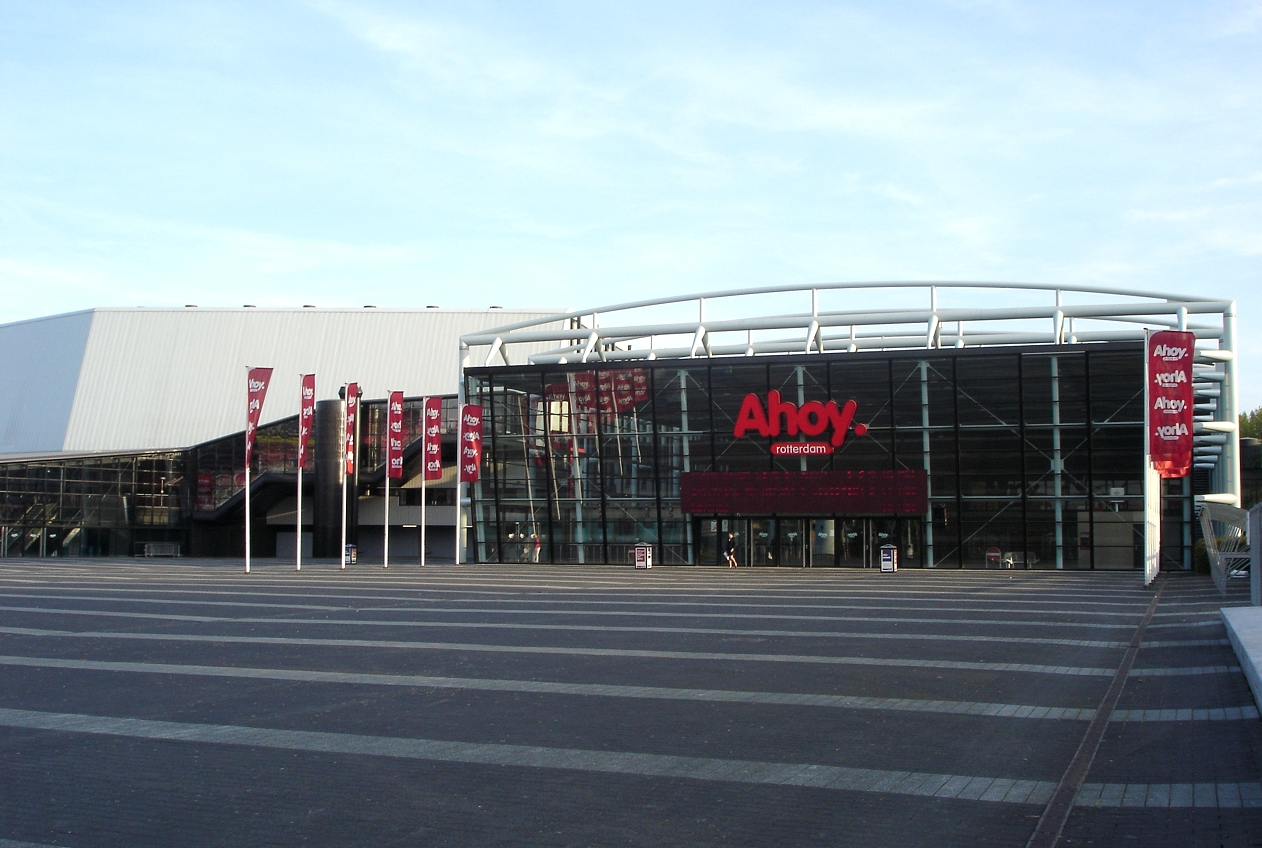
Aréna Ahoy Rotterdam

Mistrovství světa ve sportovní gymnastice 2010 bylo v pořadí 42. šampionátem ve sportovní gymnastice, které probíhalo v Rotterdamu. Nizozemsko hostilo tuto vrcholnou událost podruhé v historii, když ve stejném historickém městě se soutěž uskutečnila již v roce 1987. Zúčastnilo se ji celkově 73 federací, z toho 53 mužských a 44 ženských národních výprav. Do jednotlivých disciplín zasáhlo 615 gymnastů, z toho 343 mužů a 272 žen. Organizátorem byla Mezinárodní gymnastická federace (FIG).
Dějištěm se mezi 12.–16. říjnem 2010 stala víceúčelová aréna Ahoy Rotterdam, v níž proběhly kvalifikace a finále standardních individuálních soutěží, včetně víceboje jednotlivců. Na rozdíl od předešlého ročníku 2009 se konaly také soutěže družstev ve víceboji.
Nejvíce medailí vybojovala ruská gymnastka Alija Mustafinová, když získala dva zlaté a tři stříbrné kovy. Mezi muži byl nejúspěšnější Kóhei Učimura, jenž se podílel na všech čtyřech japonských medailích. V individuálních soutěžích zkompletoval celou sadu, když si odvezl zlato, stříbro i bronz. Ve víceboji družstev byl navíc členem stříbrného japonského týmu. Pořadí národů vyhrála Čína s devíti medailemi, v poměru čtyř zlatých, čtyř stříbrných a jedné bronzové.

## Účastnické země
Mistrovství světa se zúčastnilo 73 národních výprav.
- Alžírsko
- Argentina
- Arménie
- Ázerbájdžán
- Austrálie
- Belgie
- Brazílie
- Bulharsko
- Česko
- Chile
- Čína
- Dánsko
- Dominikánská republika
- Egypt
- Finsko
- Francie
- Gruzie
- Hongkong
- Chorvatsko
- Írán
- Irsko
- Island
- Itálie
- Izrael
- Jemen
- Japonsko
- Jižní Afrika
- Jižní Korea
- Jordánsko
- Kanada
- Kazachstán
- Katar
- Kolumbie
- Kypr
- Kuvajt
- Litva
- Lotyšsko
- Lucembursko
- Maďarsko
- Mexiko
- Německo
- Nizozemsko
- Nový Zéland
- Norsko
- Polsko
- Portugalsko
- Portoriko
- Rakousko
- Rumunsko
- Rusko
- Řecko
- Salvador
- Severní Korea
- Slovensko
- Slovinsko
- Spojené království
- Spojené státy americké
- Španělsko
- Švédsko
- Švýcarsko
- Tchaj-wan
- Thajsko
- Tunisko
- Turecko
- Ukrajina
- Uzbekistán
- Venezuela
- Vietnam
- Bělorusko

## Medailisté

### Muži
| Závod                  | Zlato                | Zlato   | Stříbro          | Stříbro | Bronz                 | Bronz   |
| ---------------------- | -------------------- | ------- | ---------------- | ------- | --------------------- | ------- |
| víceboj týmů (detaily) | Čína                 | 274,997 | Japonsko         | 273,769 | Německo               | 271,252 |
| víceboj (detaily)      | Kóhei Učimura        | 92,331  | Philipp Boy      | 90,048  | Jonathan Horton       | 89,864  |
| prostná (detaily)      | Eleftherios Kosmidis | 15,700  | Kóhei Učimura    | 15,533  | Daniel Purvis         | 15,366  |
| kůň našíř (detaily)    | Krisztián Berki      | 15,833  | Louis Smith      | 15,733  | Prashanth Sellathurai | 15,566  |
| kruhy (detaily)        | Čchen I-ping         | 15,900  | Jen Ming-jung    | 15,700  | Matteo Morandi        | 15,666  |
| přeskok (detaily)      | Thomas Bouhail       | 16,449  | Anton Golocuckov | 16,366  | Dzmitry Kaspiarovich  | 16,316  |
| bradla (detaily)       | Feng Če              | 15,966  | Teng Haibin      | 15,616  | Kóhei Učimura         | 15,500  |
| hrazda (detaily)       | Čang Čcheng-lung     | 16,166  | Epke Zonderland  | 16,033  | Fabian Hambüchen      | 15,966  |

### Ženy
| Závod                  | Zlato                | Zlato   | Stříbro                                  | Stříbro | Bronz            | Bronz   |
| ---------------------- | -------------------- | ------- | ---------------------------------------- | ------- | ---------------- | ------- |
| víceboj týmů (detaily) | Rusko                | 175,397 | Spojené státy americké                   | 175,196 | Čína             | 174,781 |
| víceboj (detaily)      | Alija Mustafinová    | 61,032  | Jang I-lin                               | 59,998  | Rebecca Brossová | 58,966  |
| prostná (detaily)      | Lauren Mitchellová   | 14,833  | Alija Mustafinová Diana Maria Chelaruová | 14,766  |                  |         |
| přeskok (detaily)      | Alicia Sacramoneová  | 15,200  | Alija Mustafinová                        | 15,066  | Jade Barbosová   | 14,799  |
| bradla (detaily)       | Elizabeth Tweddleová | 15,733  | Alija Mustafinová                        | 15,600  | Rebecca Brossová | 15,066  |
| kladina (detaily)      | Ana Porgrasová       | 15,366  | Rebecca Brossová Teng Lin-lin            | 15,233  |                  |         |

## Pořadí národů
| Pořadí | Země                   | Zlato | Stříbro | Bronz | Celkově |
| 1.     | Čína                   | 4     | 4       | 1     | 9       |
| 2.     | Rusko                  | 2     | 4       | 0     | 6       |
| 3.     | Spojené státy americké | 1     | 2       | 3     | 6       |
| 4.     | Japonsko               | 1     | 2       | 1     | 4       |
| 5.     | Spojené království     | 1     | 1       | 1     | 3       |
| 6.     | Rumunsko               | 1     | 1       | 0     | 2       |
| 7.     | Austrálie              | 1     | 0       | 1     | 2       |
| 8.     | Maďarsko               | 1     | 0       | 0     | 1       |
| 8.     | Francie                | 1     | 0       | 0     | 1       |
| 8.     | Řecko                  | 1     | 0       | 0     | 1       |
| 11.    | Německo                | 0     | 1       | 2     | 3       |
| 12.    | Nizozemsko             | 0     | 1       | 0     | 1       |
| 13.    | Brazílie               | 0     | 0       | 1     | 1       |
| 13.    | Bělorusko              | 0     | 0       | 1     | 1       |
| 13.    | Itálie                 | 0     | 0       | 1     | 1       |
| Celkem | Celkem                 | 14    | 16      | 12    | 42      |

## Finále jednotlivých nářadí

### Víceboj mužských družstev
| gymnasta  | gymnasta            | stát        | datum narození | věk    |
| --------- | ------------------- | ----------- | -------------- | ------ |
| nejmladší | Yang Hak-Seon       | Jižní Korea | 06/12/92       | 17 let |
| nejstarší | Jevgenij Spiridonov | Německo     | 02/04/82       | 28 let |

| Pořadí | gymnasta             |        |        |        |        |        |        | celkem  |
| ------ | -------------------- | ------ | ------ | ------ | ------ | ------ | ------ | ------- |
| 1.     | Čína                 | 44.333 | 43.099 | 46.800 | 47.999 | 46.733 | 46.033 | 274.997 |
| 1.     | Čchen I-ping         | –      | –      | 16.000 | 15.866 | –      | –      | 274.997 |
| 1.     | Feng Če              | 14.700 | –      | –      | 16.100 | 15.900 | 15.133 | 274.997 |
| 1.     | Tcheng Chaj-pin      | –      | 15.466 | –      | –      | 15.633 | 15.000 | 274.997 |
| 1.     | Jen Ming-jung        | –      | 13.200 | 15.600 | –      | –      | –      | 274.997 |
| 1.     | Lu Po                | 14.700 | 14.433 | 15.200 | 16.033 | 15.200 | –      | 274.997 |
| 1.     | Čang Čcheng-lung     | 14.933 | –      | –      | –      | –      | 15.900 | 274.997 |
| 2.     | Japonsko             | 44.198 | 44.633 | 44.532 | 48.183 | 46.624 | 45.599 | 273.769 |
| 2.     | Kóhei Učimura        | 15.266 | 14.733 | –      | 16.250 | 15.633 | 15.133 | 273.769 |
| 2.     | Kodži Jamamuro       | –      | –      | 15.366 | 16.400 | –      | –      | 273.769 |
| 2.     | Kodži Uemacu         | 14.766 | –      | –      | 15.533 | 15.533 | 16.033 | 273.769 |
| 2.     | Kazuhito Tanaka      | –      | –      | 14.166 | –      | 15.458 | 14.433 | 273.769 |
| 2.     | Kenja Kobajaši       | –      | 14.800 | 15.000 | –      | –      | –      | 273.769 |
| 2.     | Tacuki Nakašima      | 14.166 | 15.100 | –      | –      | –      | –      | 273.769 |
| 3.     | Německo              | 44.032 | 43.132 | 44.857 | 47.799 | 45.333 | 46.099 | 271.252 |
| 3.     | Philipp Boy          | 14.866 | 14.566 | 14.658 | 16.166 | 15.400 | 15.800 | 271.252 |
| 3.     | Fabian Hambuechen    | –      | –      | 14.933 | –      | 15.333 | 15.933 | 271.252 |
| 3.     | Thomas Taranu        | –      | –      | 15.266 | –      | –      | –      | 271.252 |
| 3.     | Jevgenij Spiridonov  | 14.100 | 13.600 | –      | –      | –      | 14.366 | 271.252 |
| 3.     | Sebastian Krimmer    | –      | 14.966 | –      | 15.533 | 14.600 | –      | 271.252 |
| 3.     | Matthias Fahrig      | 15.066 | –      | –      | 16.100 | –      | –      | 271.252 |
| 4.     | Spojené státy        | 43.566 | 40.032 | 44.833 | 47.566 | 45.016 | 46.999 | 268.012 |
| 4.     | Christopher Brooks   | –      | 13.466 | –      | 15.833 | 15.116 | 15.533 | 268.012 |
| 4.     | Christopher Cameron  | –      | 13.100 | 13.800 | –      | –      | –      | 268.012 |
| 4.     | Jonathan Horton      | 14.000 | –      | 15.500 | 15.500 | 15.200 | 15.633 | 268.012 |
| 4.     | Steven Legendre      | 15.266 | –      | –      | 16.233 | –      | –      | 268.012 |
| 4.     | Danell Leyva         | –      | 13.466 | –      | –      | 14.700 | 15.833 | 268.012 |
| 4.     | Brandon Wynn         | 14.300 | –      | 15.533 | –      | –      | –      | 268.012 |
| 5.     | Francie              | 42.132 | 43.598 | 43.399 | 46.357 | 44.483 | 43.499 | 263.468 |
| 5.     | Hamilton Sabot       | –      | 14.266 | 14.400 | –      | 15.075 | 14.900 | 263.468 |
| 5.     | Cyril Tommasone      | 12.766 | 15.466 | –      | –      | 14.808 | –      | 263.468 |
| 5.     | Arnald Willig        | –      | 13.866 | 14.633 | 15.258 | 14.600 | 13.733 | 263.468 |
| 5.     | Thomas Bouhail       | 14.833 | –      | –      | 16.066 | –      | –      | 263.468 |
| 5.     | Gael da Silva        | 14.533 | –      | 14.366 | 15.033 | –      | 14.866 | 263.468 |
| 6.     | Rusko                | 42.466 | 42.599 | 44.374 | 46.899 | 44.566 | 41.266 | 263.170 |
| 6.     | Sergej Chorochordin  | –      | 14.233 | 14.866 | –      | 14.900 | 13.533 | 263.170 |
| 6.     | Maxim Děvjatovskij   | 14.466 | –      | 15.233 | –      | 14.966 | 13.300 | 263.170 |
| 6.     | David Beljavskij     | 13.100 | 14.800 | –      | 15.700 | 14.700 | 14.433 | 263.170 |
| 6.     | Anton Golotcuckov    | 14.900 | –      | –      | 16.133 | –      | –      | 263.170 |
| 6.     | Igor Pachomenko      | –      | 14.566 | 14.275 | –      | –      | –      | 263.170 |
| 6.     | Andrej Čerkasov      | –      | –      | –      | 15.066 | –      | –      | 263.170 |
| 7.     | Spojené království   | 41.775 | 43.899 | 41.932 | 47.899 | 42.932 | 42.666 | 261.103 |
| 7.     | Kristian Thomas      | 13.200 | –      | 14.333 | –      | –      | 14.333 | 261.103 |
| 7.     | Daniel Purvis        | 14.850 | 13.533 | –      | 15.933 | 14.766 | 14.233 | 261.103 |
| 7.     | Samuel Hunter        | –      | 14.566 | –      | –      | 13.566 | 14.100 | 261.103 |
| 7.     | Theo Seager          | 13.725 | –      | 13.266 | 15.900 | –      | –      | 261.103 |
| 7.     | Ruslan Panteleymonov | –      | –      | 14.333 | 16.066 | 14.600 | –      | 261.103 |
| 7.     | Louis Smith          | –      | 15.800 | –      | –      | –      | –      | 261.103 |
| 8.     | Jižní Korea          | 42.433 | 41.099 | 42.649 | 48.132 | 42.999 | 42.640 | 259.952 |
| 8.     | Yoo Won-Chul         | –      | –      | 14.833 | –      | 14.600 | 12.466 | 259.952 |
| 8.     | Kim Ji-Hoon          | 14.100 | 13.133 | –      | –      | –      | 15.308 | 259.952 |
| 8.     | Sin Seob             | –      | –      | 14.100 | –      | –      | –      | 259.952 |
| 8.     | Kim Soo-Myun         | 14.833 | 13.500 | –      | 15.833 | 14.566 | 14.866 | 259.952 |
| 8.     | Yang Hak-Seon        | 13.500 | –      | 13.666 | 16.666 | –      | –      | 259.952 |
| 8.     | Ha Chang-Ju          | –      | 14.466 | –      | 15.633 | 13.833 | –      | 259.952 |

### Víceboj jednotlivců
Do kvalifikace nastoupilo 299 gymnastů a 164 z nich se představilo na všech šesti nářadích. Každá země mohla nominovat nejvýše šest závodníků, ale nejvýše dva reprezentanti každého svazu mohli postoupit do 24členného finále. Američan Steven Legendre, Japonec Kenja Kobajaši a Brit Kristian Thomas, obsadili 15., 16. a 17. příčku, ale byli třetími v redukovaném žebříčku svých reprezentací, proto nepostoupili do finále. Dalšími, kterých se toto omezení dotklo, se stali devatenáctý Brit Ruslan Panelejmonov a dvacátý první Rus Andrej Čerkasov. Kvalifikaci vyhrál Japonec Kóhei Učimura s více než dvoubodým náskokem na Philippa Boye.
| gymnasta  | gymnasta            | stát          | datum narození | věk    |
| --------- | ------------------- | ------------- | -------------- | ------ |
| nejmladší | Danell Leyva        | Spojené státy | 30/1/91        | 18 let |
| nejstarší | Jevgenij Spiridonov | Německo       | 02/04/82       | 28 let |

| Pořadí | gymnasta                    |        |        |        |        |        |        | celkem |
| ------ | --------------------------- | ------ | ------ | ------ | ------ | ------ | ------ | ------ |
| 1.     | Kóhei Učimura (JPN)         | 15.566 | 15.000 | 15.133 | 16.266 | 15.300 | 15.066 | 92.331 |
| 2.     | Philipp Boy (GER)           | 15.000 | 14.666 | 14.566 | 15.650 | 15.166 | 15.000 | 90.048 |
| 3.     | Jonathan Horton (USA)       | 14.866 | 13.833 | 15.366 | 15.566 | 15.200 | 15.033 | 89.864 |
| 4.     | Mykola Kuksenkov (UKR)      | 14.666 | 14.766 | 14.600 | 15.700 | 14.933 | 15.166 | 89.831 |
| 5.     | Daniel Purvis (GBR)         | 15.066 | 14.300 | 14.166 | 15.900 | 14.933 | 14.600 | 88.965 |
| 6.     | Lu Po (CHN)                 | 14.366 | 14.366 | 14.800 | 16.033 | 14.766 | 14.633 | 88.964 |
| 7.     | Sergej Chorochordin (RUS)   | 14.433 | 14.466 | 14.933 | 15.466 | 14.066 | 15.300 | 88.664 |
| 8.     | Kodži Uemacu (JPN)          | 14.566 | 14.200 | 13.733 | 15.556 | 15.533 | 14.800 | 88.398 |
| 9.     | Samuel Hunter (GBR)         | 14.433 | 14.966 | 14.033 | 15.600 | 14.700 | 14.633 | 88.365 |
| 10.    | Alexander Šatilov (ISR)     | 15.200 | 14.066 | 13.941 | 15.666 | 14.666 | 14.666 | 88.205 |
| 11.    | Tcheng Chaj-pin (CHN)       | 14.033 | 14.000 | 14.033 | 15.791 | 15.533 | 14.766 | 88.156 |
| 12.    | Kim Soo-Myun (KOR)          | 13.700 | 15.000 | 13.733 | 15.966 | 14.800 | 14.800 | 87.999 |
| 13.    | Cyril Tommasone (FRA)       | 14.100 | 15.533 | 14.091 | 15.333 | 14.633 | 13.866 | 87.556 |
| 14.    | Anton Fokin (UZB)           | 14.083 | 14.466 | 14.133 | 15.683 | 15.133 | 13.933 | 87.431 |
| 15.    | Tomás González (CHI)        | 15.191 | 13.366 | 14.466 | 15.966 | 14.400 | 13.833 | 87.222 |
| 16.    | Flavius Koczi (ROU)         | 14.266 | 13.900 | 14.375 | 16.433 | 14.650 | 13.333 | 86.957 |
| 17.    | Jevgenij Spiridonov (GER)   | 14.166 | 14.466 | 14.200 | 15.383 | 14.333 | 14.500 | 86.498 |
| 18.    | Danell Leyva (USA)          | 14.733 | 12.900 | 14.325 | 15.666 | 13.566 | 15.666 | 86.856 |
| 19.    | Maxim Děvjatovskij (RUS)    | 14.900 | 11.116 | 15.066 | 16.066 | 15.033 | 14.566 | 86.797 |
| 20.    | Dzmitry Savitski (BLR)      | 13.816 | 14.000 | 14.566 | 15.500 | 14.950 | 13.900 | 86.732 |
| 21.    | Yoo Won-Chul (KOR)          | 13.633 | 12.500 | 14.825 | 15.500 | 14.866 | 15.066 | 86.390 |
| 22.    | Luis Vargas Velásquez (PUR) | 13.100 | 14.133 | 13.933 | 15.516 | 14.733 | 14.833 | 86.248 |
| 23.    | Luis Rivera (PUR)           | 14.400 | 14.100 | 14.866 | 15.900 | 12.533 | 13.700 | 85.499 |
| 24.    | Sergio Muñoz (ESP)          | 13.336 | 12.666 | 14.466 | 15.900 | 12.900 | 14.466 | 83.764 |

### Prostná mužů

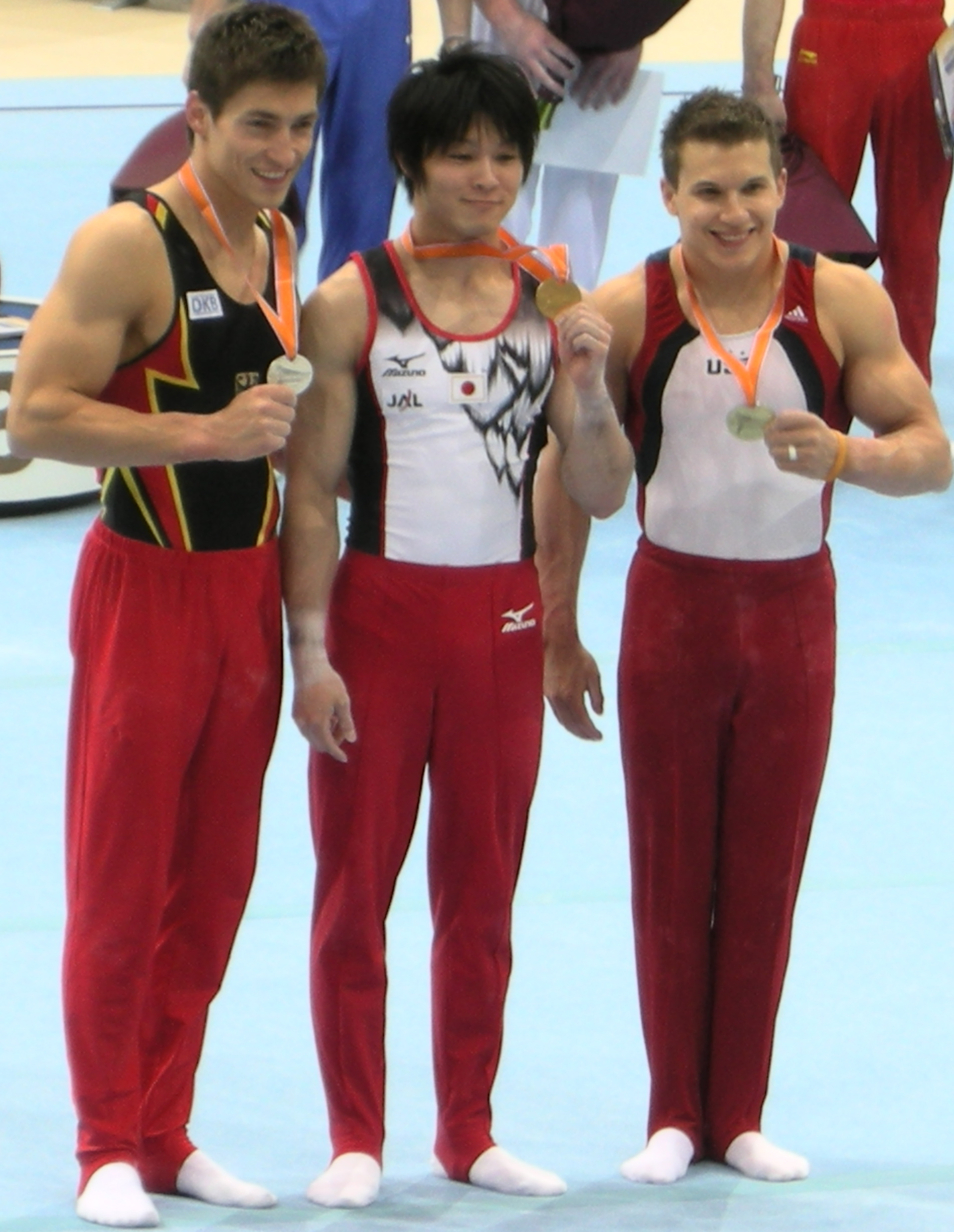
Medailisté víceboje jednotlivců: Philipp Boy (stříbro) • Kóhei Učimura (zlato) • Jonathan Horton (bronz)

| gymnasta  | gymnasta             | stát    | datum narození | věk    |
| --------- | -------------------- | ------- | -------------- | ------ |
| nejmladší | Eleftherios Kosmidis | Řecko   | 06/05/91       | 19 let |
| nejstarší | Thomas Bouhail       | Francie | 03/07/86       | 24 let |

| Pořadí | gymnasta                   | panel D | panel E | srážka | celkem |
| ------ | -------------------------- | ------- | ------- | ------ | ------ |
| 1.     | Eleftherios Kosmidis (GRE) | 6.600   | 9.100   |        | 15.700 |
| 2.     | Kóhei Učimura (JPN)        | 6.500   | 9.033   |        | 15.533 |
| 3.     | Daniel Purvis (GBR)        | 6.500   | 8.866   |        | 15.366 |
| 4.     | Alexander Šatilov (ISR)    | 6.400   | 8.933   |        | 15.333 |
| 5.     | Thomas Bouhail (FRA)       | 6.100   | 9.100   |        | 15.200 |
| 6.     | Eddie Penev (BUL)          | 6.600   | 8.566   | 0.100  | 15.066 |
| 7.     | Flavius Koczi (ROU)        | 6.200   | 8.866   |        | 15.066 |
| 8.     | Steven Legendre (USA)      | 6.300   | 7.300   |        | 13.600 |

### Kůň našíř
| gymnasta  | gymnasta        | stát               | datum narození | věk    |
| --------- | --------------- | ------------------ | -------------- | ------ |
| nejmladší | Louis Smith     | Spojené království | 22/04/89       | 21 let |
| nejstarší | Saso Bertoncelj | Slovinsko          | 16/07/84       | 26 let |

| Pořadí | gymnasta                    | panel D | panel E | srážka | celkem |
| ------ | --------------------------- | ------- | ------- | ------ | ------ |
| 1.     | Krisztián Berki (HUN)       | 6.700   | 9.133   |        | 15.833 |
| 2.     | Louis Smith (GBR)           | 6.900   | 8.833   |        | 15.733 |
| 3.     | Prashanth Sellathurai (AUS) | 6.600   | 8.966   |        | 15.566 |
| 4.     | Cyril Tommasone (FRA)       | 6.500   | 8.933   |        | 15.433 |
| 5.     | Filip Ude (CRO)             | 6.300   | 9.016   |        | 15.316 |
| 6.     | Harutjun Merdinjan (ARM)    | 6.400   | 8.766   |        | 15.166 |
| 7.     | Donna Donny Truyens (BEL)   | 5.600   | 8.533   |        | 14.133 |
| 8.     | Sašo Bertoncelj (SVN)       | 6.200   | 7.733   |        | 13.933 |

### Kruhy
| gymnasta  | gymnasta       | stát     | datum narození | věk    |
| --------- | -------------- | -------- | -------------- | ------ |
| nejmladší | Kodži Jamamuro | Japonsko | 17/01/89       | 21 let |
| nejstarší | Matteo Morandi | Itálie   | 08/10/81       | 29 let |

| Pořadí | gymnasta              | panel D | panel E | srážka | celkem |
| ------ | --------------------- | ------- | ------- | ------ | ------ |
| 1.     | Čchen I-ping (CHN)    | 6.800   | 9.100   |        | 15.900 |
| 2.     | Jen Ming-jung (CHN)   | 6.800   | 8.900   |        | 15.700 |
| 3.     | Matteo Morandi (ITA)  | 6.700   | 8.966   |        | 15.666 |
| 4.     | Kodži Jamamuro (JPN)  | 6.700   | 8.800   |        | 15.500 |
| 5.     | Yoo Won-Chul (KOR)    | 6.600   | 8.833   |        | 15.433 |
| 6.     | Ivan San Miguel (ESP) | 6.500   | 8.833   |        | 15.333 |
| 7.     | Kenja Kobajaši (JPN)  | 6.400   | 8.900   |        | 15.300 |
| 8.     | Chen Chih Yu (TPE)    | 6.700   | 8.566   |        | 15.266 |

### Přeskok mužů
Thomas Bouhail se stal historicky prvním francouzským gymnastou, který dosáhl na titul mistra světa.
| gymnasta  | gymnasta             | stát        | datum narození | věk    |
| --------- | -------------------- | ----------- | -------------- | ------ |
| nejmladší | Yang Hak-Seon        | Jižní Korea | 06/12/92       | 17 let |
| nejstarší | Dzmitrij Kaspjarovič | Bělorusko   | 15/10/77       | 33 let |

| Pořadí | gymnasta                   | panel D    | panel E    | srážka     | 1. body    | panel D    | panel E    | srážka     | 2. body    | celkem |
| ------ | -------------------------- | ---------- | ---------- | ---------- | ---------- | ---------- | ---------- | ---------- | ---------- | ------ |
| 1.     | Thomas Bouhail (FRA)       | 7.000      | 9.366      |            | 16.366     | 7.000      | 9.533      |            | 16.533     | 16.449 |
| 2.     | Anton Golocuckov (RUS)     | 7.000      | 9.433      |            | 16.433     | 7.000      | 9.300      |            | 16.300     | 16.366 |
| 3.     | Dzmitrij Kaspjarovič (BLR) | 7.000      | 9.233      |            | 16.233     | 7.000      | 9.400      |            | 16.400     | 16.316 |
| 4.     | Yang Hak-Seon (KOR)        | 7.000      | 9.400      |            | 16.400     | 7.000      | 9.133      |            | 16.133     | 16.266 |
| 5.     | Flavius Koczi (ROU)        | 7.000      | 9.233      |            | 16.233     | 7.000      | 9.183      |            | 16.183     | 16.208 |
| 6.     | Andrij Isajev (UKR)        | 6.600      | 9.266      |            | 15.866     | 7.000      | 9.233      |            | 16.233     | 16.049 |
| 7.     | Luis Rivera (PUR)          | 6.600      | 9.375      |            | 15.975     | 6.600      | 9.316      |            | 15.916     | 15.945 |
| 8.     | Jeffrey Wammes (NED)       | 6.800      | 9.300      | 0.1        | 16.000     | 6.600      | 8.900      |            | 15.500     | 15.750 |
|        |                            | 1. přeskok | 1. přeskok | 1. přeskok | 1. přeskok | 2. přeskok | 2. přeskok | 2. přeskok | 2. přeskok | celkem |

### Bradla mužů
| gymnasta  | gymnasta      | stát       | datum narození | věk    |
| --------- | ------------- | ---------- | -------------- | ------ |
| nejmladší | Kōhei Užimura | Japonsko   | 03/01/89       | 21 let |
| nejstarší | Ildar Valejev | Kazachstán | 18/02/74       | 36 let |

| Pořadí | gymnasta               | panel D | panel E | srážka | celkem |
| ------ | ---------------------- | ------- | ------- | ------ | ------ |
| 1.     | Feng Če (CHN)          | 6.700   | 9.266   |        | 15.966 |
| 2.     | Tcheng Chaj-pin (CHN)  | 6.400   | 9.216   |        | 15.616 |
| 3.     | Kóhei Učimura (JPN)    | 6.400   | 9.100   |        | 15.500 |
| 4.     | Fabian Hambüchen (GER) | 6.300   | 9.066   |        | 15.366 |
| 5.     | Kodži Uematcu (JPN)    | 6.500   | 8.733   |        | 15.233 |
| 6.     | Adam Kierzkowski (POL) | 6.000   | 9.200   |        | 15.200 |
| 7.     | Ildar Valejev (KAZ)    | 6.900   | 8.283   |        | 15.183 |
| 8.     | Samuel Piasecky (SVK)  | 6.300   | 8.866   |        | 15.166 |

### Hrazda
| gymnasta  | gymnasta        | stát          | datum narození | věk    |
| --------- | --------------- | ------------- | -------------- | ------ |
| nejmladší | Danell Leyva    | Spojené státy | 30/10/91       | 18 let |
| nejstarší | Epke Zonderland | Nizozemsko    | 16/04/86       | 24 let |

| Pořadí | gymnasta               | panel D | panel E | srážka | celkem |
| ------ | ---------------------- | ------- | ------- | ------ | ------ |
| 1.     | Čang Čcheng-lung (CHN) | 7.500   | 8.666   |        | 16.166 |
| 2.     | Epke Zonderland (NED)  | 7.300   | 8.733   |        | 16.033 |
| 3.     | Fabian Hambüchen (GER) | 7.100   | 8.866   |        | 15.966 |
| 4.     | Philipp Boy (GER)      | 7.300   | 8.533   |        | 15.833 |
| 5.     | Danell Leyva (USA)     | 7.100   | 8.566   |        | 15.666 |
| 6.     | Chris Brooks (USA)     | 6.600   | 8.783   |        | 15.383 |
| 7.     | Feng Če (CHN)          | 6.600   | 8.566   |        | 15.166 |
| 8.     | Kodži Uemacu (JPN)     | 7.200   | 6.800   |        | 14.000 |

### Víceboj ženských družstev
Ruské gymnastky vybojovaly premiérový titul mistryň světa v této disciplíně.
| gymnastka | gymnastka            | stát               | datum narození | věk    |
| --------- | -------------------- | ------------------ | -------------- | ------ |
| nejmladší | Anna Dementěvová     | Rusko              | 28/12/94       | 15 let |
| nejstarší | Elizabeth Tweddleová | Spojené království | 01/04/85       | 25 let |

| Pořadí | gymnastka              |           |           |           |           | celkem  |
| ------ | ---------------------- | --------- | --------- | --------- | --------- | ------- |
| 1.     | Rusko                  | 45.766(1) | 41.899(7) | 43.733(2) | 43.999(1) | 175.397 |
| 1.     | Alija Mustafinová      | 15.633    | 15.600    | 15.033    | 14.666    | 175.397 |
| 1.     | Anna Dementěvová       | –         | 13.366    | 14.400    | 14.533    | 175.397 |
| 1.     | Tatiana Nabjevová      | 15.400    | 12.933    | –         | –         | 175.397 |
| 1.     | Xenia Afanasjevová     | –         | –         | –         | 14.800    | 175.397 |
| 1.     | Jekatěrina Kurbatovová | 14.733    | –         | –         | –         | 175.397 |
| 1.     | Xenia Semenovová       | –         | –         | 14.300    | –         | 175.397 |
| 2.     | Spojené státy americké | 45.666(2) | 44.065(2) | 43.799(1) | 41.666(6) | 175.196 |
| 2.     | Rebecca Brossová       | –         | 14.833    | 14.866    | 14.633    | 175.196 |
| 2.     | Aly Raismanová         | 15.066    | –         | 14.333    | 14.500    | 175.196 |
| 2.     | Alicia Sacramoneová    | 15.600    | –         | 14.600    | –         | 175.196 |
| 2.     | Mackenzie Caquattová   | 15.000    | 14.666    | –         | –         | 175.196 |
| 2.     | Bridget Sloanová       | –         | 14.566    | –         | –         | 175.196 |
| 2.     | Mattie Larsonová       | –         | –         | –         | 12.533    | 175.196 |
| 3.     | Čína                   | 44.666(3) | 44.316(1) | 42.566(4) | 43.233(2) | 174.781 |
| 3.     | Ťiang Jü-jüan          | 14.900    | 13.433    | 14.866    | 14.500    | 174.781 |
| 3.     | Chuang Čchiou-šuang    | 14.800    | 14.750    | –         | 14.000    | 174.781 |
| 3.     | Suej Lu                | –         | –         | 13.000    | 14.733    | 174.781 |
| 3.     | Che Kche-sin           | –         | 16.133    | –         | –         | 174.781 |
| 3.     | Jang I-lin             | 14.966    | –         | –         | –         | 174.781 |
| 3.     | Teng Lin-lin           | –         | –         | 14.700    | –         | 174.781 |
| 4      | Rumunsko               | 44.266(4) | 42.232(6) | 43.532(3) | 43.066(3) | 173.096 |
| 4      | Ana Porgrasová         | –         | 14.466    | 15.066    | 14.133    | 173.096 |
| 4      | Sandra Izbașová        | 14.700    | –         | 14.333    | 14.200    | 173.096 |
| 4      | Diana Chelaruová       | 14.700    | –         | –         | 14.733    | 173.096 |
| 4      | Raluca Haiduová        | 14.866    | 13.700    | –         | –         | 173.096 |
| 4      | Gabriela Drăgoiová     | –         | 14.066    | 14.133    | –         | 173.096 |
| 5      | Japonsko               | 43.066(7) | 43.633(4) | 42.232(5) | 40.966(7) | 169.897 |
| 5      | Rie Tanaková           | 14.300    | 14.433    | 13.900    | 13.400    | 169.897 |
| 5      | Koko Curumiová         | 13.866    | 14.900    | 13.366    | 13.866    | 169.897 |
| 5      | Juko Šintakeová        | –         | 14.300    | 13.966    | –         | 169.897 |
| 5      | Momoko Ozawová         | 14.900    | –         | –         | –         | 169.897 |
| 5      | Mai Jamagišiová        | –         | –         | –         | 13.700    | 169.897 |
| 6      | Austrálie              | 43.499(6) | 42.533(5) | 40.598(6) | 41.999(5) | 168.629 |
| 6      | Lauren Mitchellová     | 14.800    | 14.100    | 13.866    | 14.700    | 168.629 |
| 6      | Georgia Bonorová       | 13.833    | 13.933    | 12.866    | 13.633    | 168.629 |
| 6      | Ashleigh Brennanová    | –         | –         | 13.866    | 13.666    | 168.629 |
| 6      | Emily Littleová        | 14.866    | –         | –         | –         | 168.629 |
| 6      | Larissa Millerová      | –         | 14.500    | –         | –         | 168.629 |
| 7.     | Spojené království     | 43.732(5) | 42.699(3) | 37.632(8) | 42.765(4) | 166.828 |
| 7.     | Hannah Whelanová       | –         | 13.900    | 14.133    | 14.066    | 166.828 |
| 7.     | Imogen Cairnsová       | 14.633    | –         | 11.833    | 14.033    | 166.828 |
| 7.     | Nicole Hibbertová      | 14.366    | 13.066    | 11.666    | –         | 166.828 |
| 7.     | Elizabeth Tweddleová   | –         | 15.733    | –         | 14.666    | 166.828 |
| 7.     | Rebecca Downieová      | 14.733    | –         | –         | –         | 166.828 |
| 8.     | Itálie                 | 41.965(8) | 41.032(8) | 39.666(7) | 40.766(8) | 163.429 |
| 8.     | Serena Licchettová     | 14.066    | 13.300    | 12.166    | 13.633    | 163.429 |
| 8.     | Vanessa Ferrariová     | 13.966    | 14.066    | –         | 14.333    | 163.429 |
| 8.     | Elisabetta Preziosa    | 13.933    | –         | 14.000    | –         | 163.429 |
| 8.     | Lia Parolariová        | –         | –         | 13.500    | 12.800    | 163.429 |
| 8.     | Eleonora Randová       | –         | 13.666    | –         | –         | 163.429 |

### Víceboj jednotlivkyň
Do kvalifikace nastoupilo 216 gymnastek a 142 z nich se představilo na všech šesti nářadích. Každá země mohla nominovat nejvýše šest závodnic, ale nejvýše dvě reprezentantky každého svazu mohly postoupit do 24členného finále. Třetími v redukovaných žebříčcích svých reprezentací, a současně do 24. místa kvalifikace, se umístily Mackenzie Caquattová (USA, 9.) Mattie Larsonová (USA, 11.), Xenia Afanasjevová (Rusko, 17.) a Emily Littleová (Austrálie, 23.), jež tak nepostoupily do finále. Ruska Alija Mustafinová vyhrála kvalifikaci o 1,585 bodu před Rebeccou Brossovou.
| gymnastka | gymnastka            | stát       | datum narození | věk    |
| --------- | -------------------- | ---------- | -------------- | ------ |
| nejmladší | Celine Van Gernerová | Nizozemsko | 01/12/94       | 15 let |
| nejstarší | Daniele Hypólitová   | Brazílie   | 08/09/84       | 26 let |

| Pořadí | gymnastka                      |        |        |        |        | celkem |
| ------ | ------------------------------ | ------ | ------ | ------ | ------ | ------ |
| 1.     | Alija Mustafinová (RUS)        | 15.666 | 15.300 | 15.033 | 15.033 | 61.032 |
| 2.     | Ťiang Jü-jüan (CHN)            | 14.833 | 15.533 | 15.066 | 14.566 | 59.998 |
| 3.     | Rebecca Brossová (USA)         | 14.700 | 14.933 | 14.100 | 15.233 | 58.966 |
| 4.     | Chuang Čchiou-šuang (CHN)      | 14.766 | 15.200 | 14.700 | 13.700 | 58.366 |
| 5.     | Ana Porgrasová (ROU)           | 13.966 | 14.466 | 15.433 | 14.300 | 58.165 |
| 6.     | Lauren Mitchellová (AUS)       | 14.733 | 13.900 | 14.900 | 14.600 | 58.133 |
| 7.     | Tatiana Nabjevová (RUS)        | 15.466 | 15.133 | 13.266 | 13.433 | 57.298 |
| 8.     | Ariella Kaeslinová (SUI)       | 15.300 | 13.700 | 14.200 | 13.700 | 56.900 |
| 9.     | Raluca Oana Haiduová (ROU)     | 14.666 | 13.400 | 14.466 | 13.800 | 56.332 |
| 10.    | Jessica Lopezová (VEN)         | 14.433 | 13.966 | 13.866 | 14.033 | 56.298 |
| 11.    | Vanessa Ferrariová (ITA)       | 13.833 | 13.866 | 14.233 | 14.233 | 56.165 |
| 12.    | Elisabeth Seitzová (GER)       | 14.766 | 14.733 | 13.458 | 13.200 | 56.157 |
| 13.    | Aly Raismanová (USA)           | 14.900 | 11.700 | 14.466 | 14.633 | 55.699 |
| 14.    | Georgia Bonorová (AUS)         | 13.966 | 13.833 | 14.466 | 13.433 | 55.698 |
| 15.    | Jade Barbosová (BRA)           | 14.866 | 12.900 | 14.166 | 13.733 | 55.665 |
| 16.    | Hannah Whelanová (GBR)         | 13.866 | 13.433 | 14.200 | 14.000 | 55.499 |
| 17.    | Rie Tanaková (JPN)             | 14.033 | 14.066 | 13.900 | 13.333 | 55.332 |
| 18.    | Daniele Hypólitová (BRA)       | 14.100 | 13.000 | 14.066 | 14.100 | 55.266 |
| 19.    | Celine Van Gernerová (NED)     | 13.866 | 14.100 | 13.000 | 14.200 | 55.166 |
| 20.    | Marta Pihanová-Kuleszová (POL) | 13.766 | 12.500 | 14.333 | 14.133 | 54.732 |
| 21.    | Koko Curumiová (JPN)           | 13.866 | 12.900 | 14.600 | 13.300 | 54.666 |
| 22.    | Nicole Hibbertová (GBR)        | 13.966 | 14.000 | 13.200 | 13.400 | 54.566 |
| 23.    | Aurelie Malaussenová (FRA)     | 14.166 | 13.966 | 14.033 | 12.100 | 54.265 |
| 24.    | Elisabetta Preziosová (ITA)    | 13.933 | 11.700 | 14.200 | 13.100 | 52.933 |

### Přeskok žen
| gymnastka | gymnastka          | stát      | datum narození | věk    |
| --------- | ------------------ | --------- | -------------- | ------ |
| nejmladší | Tatiana Nabjevová  | Rusko     | 21/11/94       | 15 let |
| nejstarší | Ariella Kaeslinová | Švýcarsko | 11/10/87       | 23 let |

| Pořadí | gymnasta                  | panel D    | panel E    | srážka     | 1. body    | panel D    | panel E    | srážka     | 2. body    | celkem |
| ------ | ------------------------- | ---------- | ---------- | ---------- | ---------- | ---------- | ---------- | ---------- | ---------- | ------ |
| 1.     | Alicia Sacramoneová (USA) | 6.300      | 9.100      |            | 15.400     | 5.800      | 9.200      |            | 15.000     | 15.200 |
| 2.     | Alija Mustafinová (RUS)   | 6.500      | 9.233      |            | 15.733     | 5.700      | 8.800      | 0.1        | 14.400     | 15.066 |
| 3.     | Jade Barbosová (BRA)      | 5.800      | 9.133      |            | 14.933     | 5.600      | 9.066      |            | 14.666     | 14.799 |
| 4.     | Ariella Kaeslinová (SUI)  | 6.300      | 8.866      |            | 15.166     | 5.800      | 8.700      | 0.1        | 14.400     | 14.783 |
| 5.     | Tatiana Nabjevová (RUS)   | 5.800      | 8.933      |            | 14.733     | 5.700      | 8.866      | 0.1        | 14.466     | 14.599 |
| 6.     | Jo Hyun Joo (KOR)         | 5.600      | 8.700      |            | 14.300     | 5.800      | 8.866      |            | 14.666     | 14.483 |
| 7.     | Diana Chelaruová (ROU)    | 5.800      | 8.900      |            | 14.700     | 4.800      | 8.633      |            | 13.433     | 14.066 |
| 8.     | Imogen Cairnsová (GBR)    | 5.300      | 9.133      |            | 14.433     | 4.800      | 8.766      |            | 13.566     | 13.999 |
|        |                           | 1. přeskok | 1. přeskok | 1. přeskok | 1. přeskok | 2. přeskok | 2. přeskok | 2. přeskok | 2. přeskok | celkem |

### Bradla žen

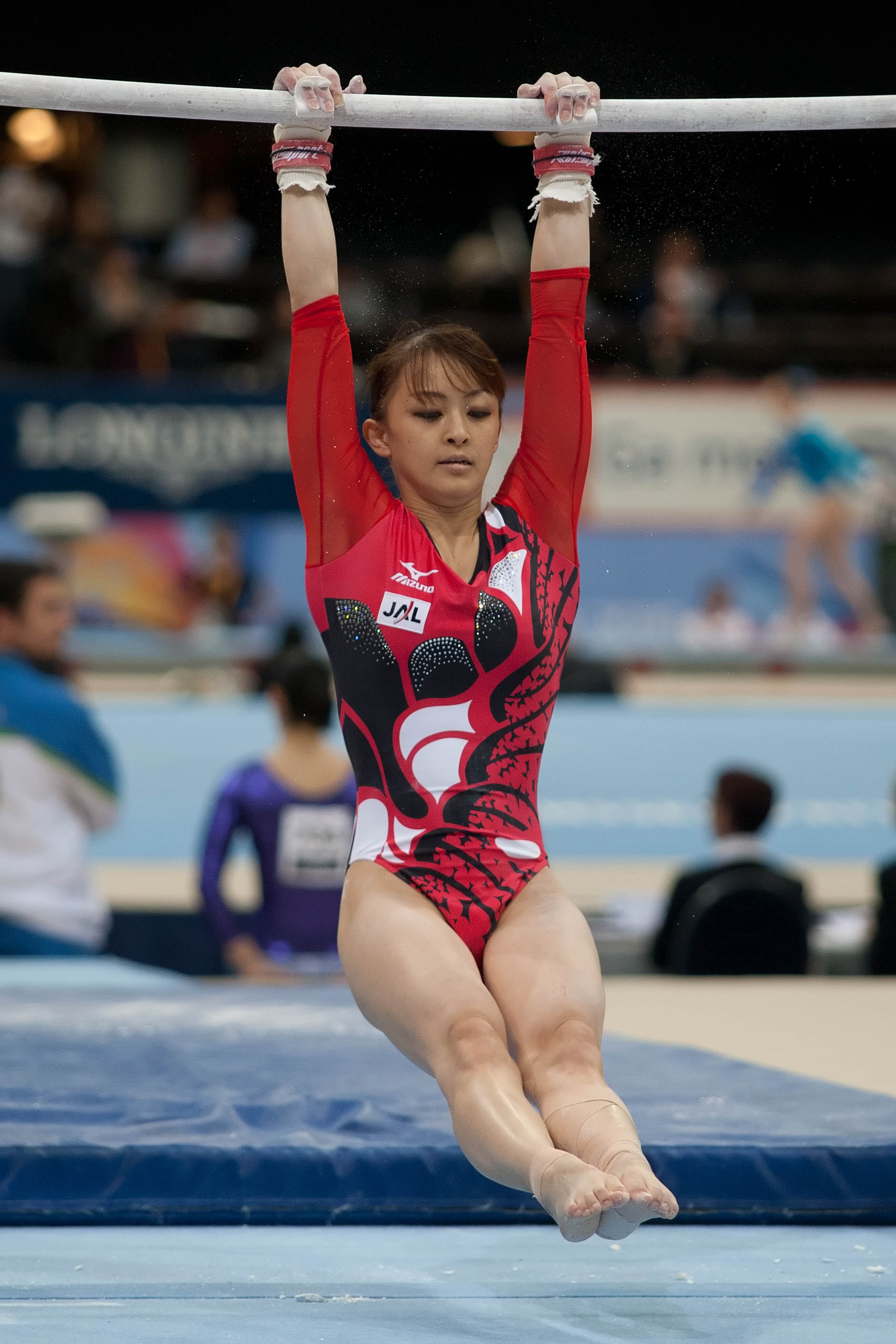
Rie Tanaková v kvalifikaci na bradlech

| gymnastka | gymnastka            | stát               | datum narození | věk    |
| --------- | -------------------- | ------------------ | -------------- | ------ |
| nejmladší | Alija Mustafinová    | Rusko              | 30/09/94       | 16 let |
| Oldest    | Elizabeth Tweddleová | Spojené království | 01/04/85       | 25 let |

| Pořadí | gymnasta                   | panel D | panel E | srážka | celkem |
| ------ | -------------------------- | ------- | ------- | ------ | ------ |
| 1.     | Elizabeth Tweddleová (GBR) | 6.800   | 8.933   |        | 15.733 |
| 2.     | Alija Mustafinová (RUS)    | 6.800   | 8.800   |        | 15.600 |
| 3.     | Rebecca Brossová (USA)     | 6.200   | 8.866   |        | 15.066 |
| 4.     | Bridget Sloanová (USA)     | 6.000   | 8.666   |        | 14.666 |
| 5.     | Ana Porgrasová (ROU)       | 6.200   | 8.400   |        | 14.600 |
| 6.     | Chuang Čchiou-šuang (CHN)  | 7.000   | 7.400   |        | 14.400 |
| 7.     | Che Kche-sin (CHN)         | 6.300   | 7.666   |        | 13.966 |
| 8.     | Elisabeth Seitzová (GER)   | 4.200   | 6.266   |        | 10.466 |

### Kladina
| gymnastka | gymnastka           | stát          | datum narození | věk    |
| --------- | ------------------- | ------------- | -------------- | ------ |
| nejmladší | Anna Dementěvová    | Rusko         | 28/12/94       | 15 let |
| nejstarší | Alicia Sacramoneová | Spojené státy | 03/12/87       | 22 let |

| Pořadí | gymnasta                  | panel D | panel E | srážka | celkem |
| ------ | ------------------------- | ------- | ------- | ------ | ------ |
| 1.     | Ana Porgrasová (ROU)      | 6.500   | 8.866   |        | 15.366 |
| 2.     | Rebecca Brossová (USA)    | 6.500   | 8.733   |        | 15.233 |
| 2.     | Teng Lin-lin (CHN)        | 6.600   | 8.633   |        | 15.233 |
| 4.     | Lauren Mitchellová (AUS)  | 6.600   | 8.600   |        | 15.200 |
| 5.     | Alicia Sacramoneová (USA) | 6.100   | 8.966   |        | 15.066 |
| 6.     | Anna Dementěvová (RUS)    | 6.200   | 7.766   |        | 13.966 |
| 7.     | Alija Mustafinová (RUS)   | 5.900   | 7.866   |        | 13.766 |
| 8.     | Jana Demjančuková (UKR)   | 6.200   | 7.533   |        | 13.733 |

### Prostná žen

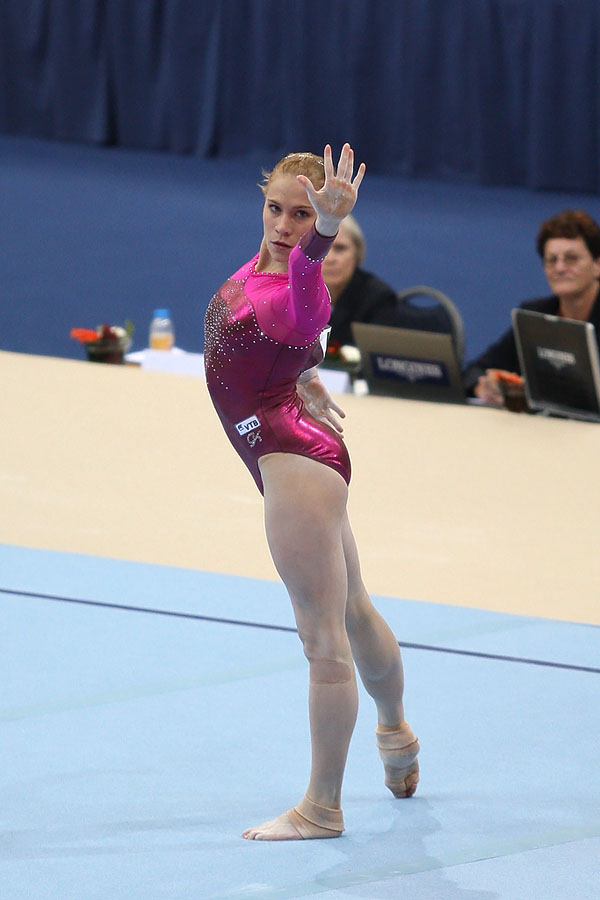
Xenia Afanasjevová při sestavě prostných

Lauren Mitchellová se stala historicky první australskou mistryní světa v gymnastice. Obhájkyně titulu Britka Beth Tweddleová neprošla sítem kvalifikace.
| gymnastka | gymnastka         | stát     | datum narození | věk    |
| --------- | ----------------- | -------- | -------------- | ------ |
| nejmladší | Alija Mustafinová | Rusko    | 30/09/94       | 16 let |
| Oldest    | Sandra Izbașová   | Rumunsko | 18/06/90       | 20 let |

| Pořadí | gymnasta                 | panel D | panel E | srážka | celkem |
| ------ | ------------------------ | ------- | ------- | ------ | ------ |
| 1.     | Lauren Mitchellová (AUS) | 5.900   | 8.933   |        | 14.833 |
| 2.     | Alija Mustafinová (RUS)  | 5.800   | 8.966   |        | 14.766 |
| 3.     | Diana Chelaruová (ROU)   | 5.900   | 8.866   |        | 14.766 |
| 4.     | Aly Raismanová (USA)     | 5.700   | 9.016   |        | 14.716 |
| 5.     | Suej Lu (CHN)            | 5.700   | 8.966   |        | 14.666 |
| 6.     | Vanessa Ferrariová (ITA) | 5.500   | 9.100   |        | 14.600 |
| 7.     | Sandra Izbașová (ROU)    | 5.900   | 8.833   | 0.8    | 13.983 |
| 8.     | Xenia Afanasjevová (RUS) | 5.800   | 6.900   |        | 12.700 |